# Образовни узраст
Образовни узраст означава достигнути степен образовања типичан за одређени календарски узраст који се мери тестовима школског знања. Ако неко дете (без обзира на узраст) решава задатке на тестовима знања који су на нивоу просечног осмогодишњег детета, његов образовни узраст је осам година. На основу образовног узраста може се израчунати образовни коефицијент испитаника.